# Край многообразия

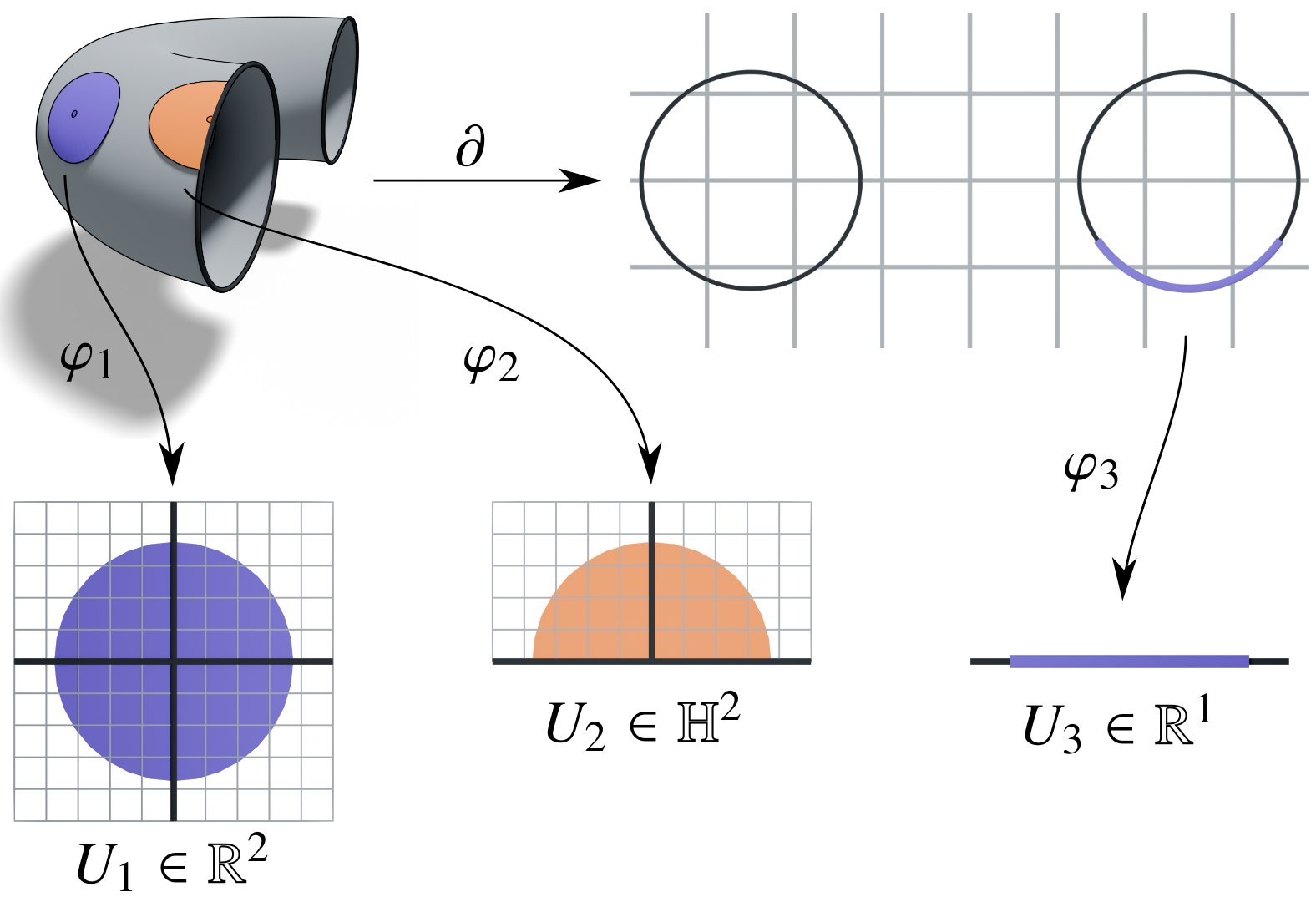
Многообразие с краем. На рисунке справа вверху показано некоторое подковообразное двумерное многообразие с одномерным краем, который состоит из двух окружностей, операцией взятия края и тремя гомеоморфизмами:
1) окрестности внутренней точки многообразия на внутренность круга ;
2) окрестности краевой точки многообразия на внутренность полукруга с диаметром ;
3) окрестности точки многообразия на открытый интервал

Край многообра́зия {\displaystyle \partial M^{n}} — множество всех точек {\displaystyle n}-мерного многообразия {\displaystyle M^{n}}, которые не имеют окрестности, гомеоморфной {\displaystyle n}-мерному евклидову пространству {\displaystyle \mathbb {R} ^{n}}.
Более формально, край многообразия {\displaystyle \partial M^{n}} — подмножество замыкания {\displaystyle {\overline {M^{n}}}} вещественного {\displaystyle n}-мерного многообразия {\displaystyle M^{n}} (возможно, открытого) такое, что некоторая окрестность каждой точки этого подмножества гомеоморфна некоторой области {\displaystyle W^{n}} некоторого замкнутого полупространства {\displaystyle \mathbb {R} _{+}^{n}} вещественного {\displaystyle n}-мерного пространства {\displaystyle \mathbb {R} ^{n}}, причём эта область {\displaystyle W^{n}} открыта в полупространстве {\displaystyle \mathbb {R} _{+}^{n}}, но не во всём пространстве {\displaystyle \mathbb {R} ^{n}}.
Краевая точка области {\displaystyle W^{n}\subset \mathbb {R} _{+}^{n}} — точка пересечения {\displaystyle {\overline {W^{n}}}} с границей полупространства {\displaystyle \mathbb {R} _{+}^{n}}.
Краевая точка многообразия {\displaystyle M^{n}} — точка {\displaystyle a\in {\overline {M^{n}}}}, которая соответствует краевой точке области {\displaystyle W^{n}\subset \mathbb {R} _{+}^{n}}. Другими словами, точка {\displaystyle n}-мерного многообразия {\displaystyle M^{n}}, которая не имеет окрестности, гомеоморфной {\displaystyle n}-мерному евклидову пространству {\displaystyle \mathbb {R} ^{n}}.
Внутренняя точка многообразия — точка {\displaystyle n}-мерного многообразия {\displaystyle M^{n}}, которая имеет окрестность, гомеоморфную {\displaystyle n}-мерному евклидову пространству {\displaystyle \mathbb {R} ^{n}}.
Внутренность, или внутренняя часть, многообра́зия {\displaystyle \operatorname {int} M^{n}} — множество всех внутренних точек {\displaystyle n}-мерного многообразия {\displaystyle M^{n}}.
Многообразие с краем — многообразие, имеющее хотя бы одну краевую точку.
Простейший пример {\displaystyle n}-мерного многообразия с краем {\displaystyle \mathbb {R} ^{n-1}} — полупространство {\displaystyle \mathbb {R} _{+}^{n}}.
Замкнутое многообразие — компактное многообразие без края.
Предложение 1. Замкнутое множество всех краевых точек {\displaystyle \partial M^{n}} вещественного {\displaystyle n}-мерного многообразия {\displaystyle M^{n}} есть {\displaystyle (n-1)}-мерное многообразие без края, а разность множеств {\displaystyle M^{n}\setminus \partial M^{n}=\operatorname {int} M^{n}}, которое есть всюду плотное открытое множество, — {\displaystyle n}-мерное многообразие без края.

Примеры многообразий с краем
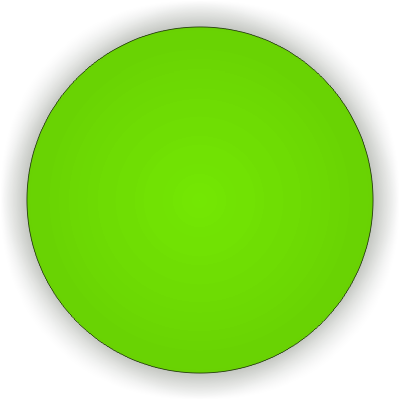
Диск
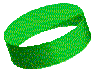
кольцо, или лента
Лист Мёбиуса
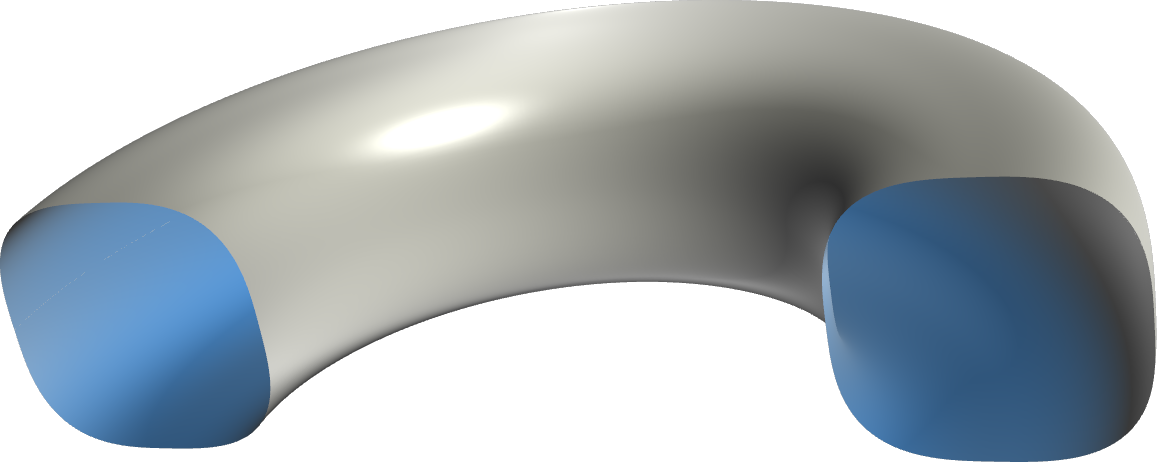
Половина Тора

Примеры замкнутых многообразий
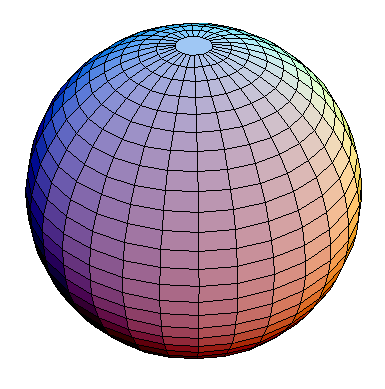
Сфера
Тор
Бутылка Клейна
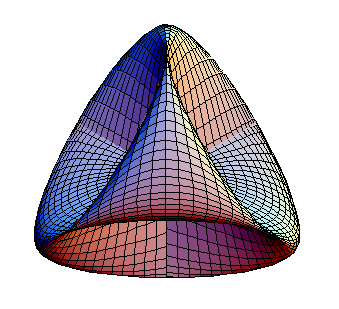
Римская поверхность